# Jung Chan-sung
Jung Chan-sung (ur. 17 marca 1987 w Pohang) – koreański zawodowy kickbokser i zawodnik mieszanych sztuk walki (MMA) występujący w wadze piórkowej, wcześniej w wadze lekkiej. Walczył w DEEP, Korea FC, WEC i World Victory Road. Aktualnie zawodnik UFC.

## Życiorys i przeszłość sportowa
Urodził się w Pohang. Ze względu na swój niewielki wzrost i swoje wiejskie pochodzenie w przeszłości był wyśmiewany przez swoich kolegów. W wieku 14 lat, za namową ciotki zaczął trenować hapkido. W wieku 16 lat rozpoczął treningi brazylijskiego jiu-jitsu i judo.

## Kariera MMA

### Początki kariery
W czerwcu 2007 roku wygrał turniej sambo organizowany przez Koreańskie Stowarzyszenie Sambo. A w grudniu tego samego roku wygrał turniej wagi lekkiej zorganizowany przez Pancrase. Pokonał on na tym turnieju dwóch Koreańczyków – Yoo In-seok w półfinale przez poddanie i Lee Hyung-geol w finale przez TKO.
W maju 2008 roku wziął udział w 8-osobowym turnieju wagi piórkowej. Pokonał on na tym turnieju trzech rodaków, wygrywając turniej w bardzo efektownym stylu. W 2009 roku wystartował w turnieju wagi piórkowej organizowanym przez Sengoku, lecz już w ćwierćfinale odpadł z przyszłym mistrzem tejże organizacji Masanori Kaneharą.

### WEC
W WEC zadebiutował w starciu z Amerykaninem Leonardem Garcią na gali WEC 48, która odbyła się 24 kwietnia 2010 roku, przegrał tę walkę przez niejednogłośną decyzję sędziów. Dla tej organizacji stoczył jeszcze jedną walkę (z George Roopem) którą przegrał przez KO w 2 rundzie.

### UFC
Dla organizacji UFC zadebiutował 26 marca 2011 podczas gali UFC Fight Night: Nogueira vs. Davis, zastępując kontuzjowanego Chińczyka Nam Phama. Jego rywalem był Amerykanin z którym już wcześniej przegrał Leonard Garcia. Była to dla niego podwójna motywacja po pierwsze rewanż, po drugie debiut dla największej organizacji MMA na świecie.
Walkę tę wygrał poddając rywala bardzo rzadko stosowaną techniką zwaną twister. Za to poddanie dostał bonus i wpisał się do historii organizacji (pierwszy raz w ten sposób zawodnik poddał rywala na galach organizacji UFC). Taki sposób zakończenia został uhonorowany nagrodą za najlepsze poddanie roku 2011 przez największe portale branżowe.
26 sierpnia 2023 w walce wieczoru gali UFC on ESPN: Holloway vs. The Korean Zombie zawalczył z Maxem Hollowayem. Przegrał przez nokaut w trzeciej rundzie. Po walce ogłosił zakończenie sportowej kariery.

## Osiągnięcia

### Mieszane sztuki walki
- 2007: Pancrase Korea Neo-Blood Lightweight Tournament – 1. miejsce turnieju wagi lekkiej
- 2008: Korea FC 65 kg Tournament – 1.miejsce turnieju wagi piórkowej

UFC:
- Wyróżnienia (nagrody)
  - 2011: Pierwsze skończenie walki przez twister w historii UFC na Leonardzie Garcia
  - 2011: Najszybszy nokaut w historii UFC (0:07) na Marku Hominicku
  - 2012: Poddanie Roku Dustin Poirier

Wyróżnienia
- 2010: Walka Roku (z Leonardem Garcia na gali WEC 48) według Wrestling Observer Newsletter
- 2011: Poddanie Roku (na Leonardzie Garcii na gali UFC Fight Night: Nogueira vs. Davis) według World MMA Awards
- 2012: Walka Roku (z Dustinem Poirierem na gali UFC on Fuel TV: Korean Zombie vs. Poirier) według Bleacher Report
- 2012: Walka Roku (z Dustinem Poirierem na gali UFC on Fuel TV: Korean Zombie vs. Poirier) według ESPN MMA Awards
- 2012: Walka Roku (z Dustinem Poirierem na gali UFC on Fuel TV: Korean Zombie vs. Poirier) według Sherdog.com
- 2012: Walka Roku (z Dustinem Poirierem na gali UFC on Fuel TV: Korean Zombie vs. Poirier) według MMAFighting.com
- 2012: Walka Roku (z Dustinem Poirieremna gali UFC on Fuel TV: Korean Zombie vs. Poirier) według Wrestling Observer Newsletter

## Lista zawodowych walk MMA
| Wynik     | Bilans | Przeciwnik (bilans przed walką) | Rozstrzygnięcie                                       | Runda | Czas | Rozgrywki                                       | Data       | Miejsce        | Uwagi                                                         |
| --------- | ------ | ------------------------------- | ----------------------------------------------------- | ----- | ---- | ----------------------------------------------- | ---------- | -------------- | ------------------------------------------------------------- |
| Przegrana | 17-8   | Max Holloway (24-7)             | KO (prawy sierpowy)                                   | 3     | 0:23 | UFC Fight Night: Holloway vs. The Korean Zombie | 26.08.2023 | Kallang        | Bonus za walkę wieczoru. Main Event                           |
| Przegrana | 17-7   | Alexander Volkanovski (23-1)    | TKO (ciosy pięściami)                                 | 4     | 0:45 | UFC 273                                         | 09.04.2022 | Jacksonville   | Pojedynek o pas mistrzowski UFC w wadze piórkowej, Main Event |
| Wygrana   | 17-6   | Dan Ige (15-3)                  | Decyzja (jednogłośna)                                 | 5     | 5:00 | UFC Fight Night: Korean Zombie vs. Ige          | 19.06.2021 | Las Vegas      | Main Event                                                    |
| Przegrana | 16-6   | Brian Ortega (14-1)             | Decyzja (jednogłośna)                                 | 5     | 5:00 | UFC Fight Night: Ortega vs. The Korean Zombie   | 17.10.2020 | Abu Zabi       | Main Event                                                    |
| Wygrana   | 16-5   | Frankie Edgar (23-7-1)          | TKO (ciosy pięściami)                                 | 1     | 3:18 | UFC Fight Night: Edgar vs. Korean Zombie        | 21.12.2019 | Busan          | Bonus za występ wieczoru, Main Event                          |
| Wygrana   | 15-5   | Renato Moicano (13-2-1)         | TKO (ciosy pięściami)                                 | 1     | 0:58 | UFC Fight Night: Moicano vs. Korean Zombie      | 22.06.2019 | Greenville     | Bonus za występ wieczoru, Main Event                          |
| Przegrana | 14-5   | Yair Rodríguez (11-2)           | KO (cios łokciem)                                     | 5     | 4:59 | UFC Fight Night: Korean Zombie vs. Rodríguez    | 10.11.2018 | Denver         | Bonus za walkę wieczoru, Main Event                           |
| Wygrana   | 14-4   | Dennis Bermudez (16-5)          | KO (podbródkowy)                                      | 1     | 2:29 | UFC Fight Night: Bermudez vs. Jung              | 04.02.2017 | Houston        | Bonus za występ wieczoru, Main Event                          |
| Przegrana | 13-4   | José Aldo (22-1)                | TKO (ciosy pięściami)                                 | 4     | 2:00 | UFC 163                                         | 03.08.2013 | Rio de Janeiro | Pojedynek o pas mistrzowski UFC w wadze piórkowej, Main Event |
| Wygrana   | 13-3   | Dustin Poirier (12-1)           | Poddanie (duszenie D'Arce)                            | 4     | 1:07 | UFC on Fuel TV: Korean Zombie vs. Poirier       | 15.05.2012 | Fairfax        | Bonus za walkę i poddanie wieczoru, Main Event                |
| Wygrana   | 12-3   | Mark Hominick (20-9)            | KO (prawy prosty i uderzenia w parterze)              | 1     | 0:07 | UFC 140                                         | 10.12.2011 | Toronto        | Bonus za nokaut wieczoru                                      |
| Wygrana   | 11-3   | Leonard Garcia (15-6-1)         | Poddanie (Twister)                                    | 2     | 4:59 | UFC Fight Night: Nogueira vs. Davis             | 26.03.2011 | Seattle        | Debiut w UFC, Bonus za poddanie wieczoru                      |
| Przegrana | 10-3   | George Roop (10-6-1)            | KO (kopnięcie okrężne na głowę)                       | 2     | 1:30 | WEC 51                                          | 30.09.2010 | Broomfield     |                                                               |
| Przegrana | 10-2   | Leonard Garcia (13-5-1)         | Decyzja (niejednogłośna)                              | 3     | 5:00 | WEC 48                                          | 24.04.2010 | Sacramento     | Bonus za walkę wieczoru, Walka roku (2010)                    |
| Wygrana   | 10-1   | Matt Jaggers (16-6)             | Poddanie (duszenie trójkątne rękoma)                  | 2     | 1:25 | World Victory Road Presents: Sengoku 9          | 2.08.2009  | Saitama        | Walka rezerwowa Sengoku Featherweight Grand Prix 2009.        |
| Przegrana | 9-1    | Masanori Kanehara (14-6-5)      | Decyzja (jednogłośna)                                 | 3     | 5:00 | World Victory Road Presents: Sengoku 8          | 2.05.2009  | Tokio          | Ćwierćfinał Sengoku Featherweight Grand Prix 2009.            |
| Wygrana   | 9-0    | Shintaro Ishiwatari (6-1-3)     | Poddanie (duszenie zza pleców)                        | 1     | 4:29 | World Victory Road Presents: Sengoku 7          | 20.03.2009 | Tokio          | Pierwsza runda Sengoku Featherweight Grand Prix 2009.         |
| Wygrana   | 8-0    | Fanjin Son (5-3)                | KO (ciosy pięściami)                                  | 1     | 0:17 | Deep: 39 Impact                                 | 10.12.2008 | Okayama        |                                                               |
| Wygrana   | 7-0    | Michihiro Omigawa (3-6)         | Decyzja (jednogłośna)                                 | 3     | 5:00 | Deep: Gladiator                                 | 16.08.2008 | Okayama        |                                                               |
| Wygrana   | 6-0    | Cho Jung-hun (4-0)              | Decyzja (jednogłośna)                                 | 3     | 5:00 | KoreaFC                                         | 31.05.2008 | Gangwon        | Finał turnieju Korea FC w kat. -65 kg                         |
| Wygrana   | 5-0    | Choi Dae-han (1-0)              | Poddanie (duszenie trójkątne rękoma)                  | 1     | 3:38 | KoreaFC                                         | 31.05.2008 | Gangwon        | Półfinał turnieju Korea FC w kat. -65 kg                      |
| Wygrana   | 4-0    | Choi Jung-beom (0-0)            | Poddanie (dźwignia prosta na staw łokciowy)           | 1     | 2:15 | KoreaFC                                         | 31.05.2008 | Gangwon        | Ćwierćfinał turnieju Korea FC w kat. -65 kg                   |
| Wygrana   | 3-0    | Lee Hyung-geol (1-1)            | TKO (ciosy pięściami)                                 | 1     | 3:27 | Pancrase: 2007 Korea Neo-Blood Tournament       | 16.12.2007 | Pusan          | Finał Pancrase Korea Neo-Blood Lightweight Tournament         |
| Wygrana   | 2-0    | Yoo In-seok (0-0)               | Poddanie (duszenie zza pleców)                        | 1     | 2:34 | Pancrase: 2007 Korea Neo-Blood Tournament       | 16.12.2007 | Pusan          | Półfinał Pancrase Korea Neo-Blood Lightweight Tournament      |
| Wygrana   | 1-0    | Lee Hyung-geol (0-0)            | Poddanie (odwrócona dźwignia prosta na staw łokciowy) | 2     | 3:07 | SSF – Super Sambo Festival                      | 24.06.2007 | Gyeongju       | Debiut w zawodowym MMA                                        |